# Betula baschkirica
Betula baschkirica — вид квіткових рослин з родини березових (Betulaceae). Вид знайдений у Башкортостані.

## Біоморфологічна характеристика
Betula bashkirica — невелике дерево з білою корою.

## Поширення й екологія
Ендемік Південного Уралу. Типовий екземпляр був зібраний в Башкортостані, Зілаірський район між селами Аралбаево і Хворостянский в 1930 р. Середовище існування описується як болотиста місцевість і болотистий ліс.

## Загрози й охорона
Немає інформації.